# 新義州機場
新義州機場（朝鲜语：／ Shinŭiju Konghang */?）是一座位於朝鮮新義州特別行政區的機場，其主要為朝鮮人民軍空軍所使用，其民航業務僅有國營高麗航空提供不定期飛航任務。

## 航空公司與目的地
| 航空公司 | 目的地         |
| -------- | -------------- |
| 高麗航空 | 平壤（不定期） |